# Англо-американська війна

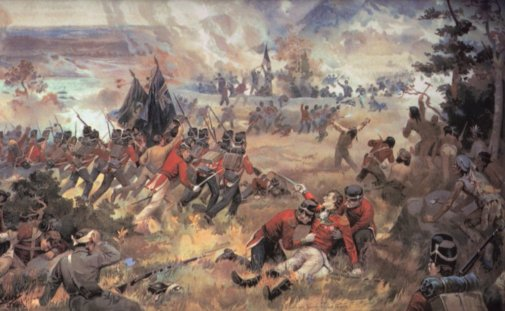
Битва на Квінстонських висотах

А́нгло-америка́нська війна́ 1812—1814, відома в англомовній історіографії як війна 1812 року  — війна між США і Великою Британією, спричинена втручанням останньої в торговельні справи США. Напружені відносини з британцями в Канаді призвели до виникнення планів вторгнення США в Канаду, які, одначе, так ніколи й не були реалізовані. У 1814 британські війська окупували Вашингтон в окрузі Колумбія і спалили багато будинків, в тому числі перший Білий Дім і Конгрес. Мирний договір був підписаний в грудні 1814 року в Генті.

## Передумови
Британський флот захоплював американські судна, часто під приводом того, що на них ховаються британські моряки-дезертири. Після інциденту з фрегатом «Чесапік» (1807) і ухвалення Закону про ембарго (1807) та Закону про припинення відносин (невтручання) (1810) в США, особливо в Новій Англії, сформувалася «партія війни» — в Конгрес були обрані «військові яструби», що виступали за війну з Великою Британією і розраховували розширити територію США за рахунок Канади та Флориди. 18 червня 1812 року президент і Конгрес оголосили війну Великій Британії.

## Причини

### Комерційні труднощі
Війна 1812 року частково виникла через комерційній напруженості, які існували між молодими Сполученими Штатами та Сполученим Королівством. Цей конфлікт відбувся в особливому контексті наполеонівських війн, у яких між 1803 і 1815 роками протистояли Франція та Велика Британія та більшість інших європейських країн, які покарали американську торгівлю з 1803 року.
У відповідь на континентальну блокаду, встановлену в 1806 році Наполеоном I, британці вирішили в 1807 році накласти ембарго на всі порти Франції та її союзників за наказом Ради від 1807 року. Це сильно вплинуло на міжнародну торгівлю, і майже 900 американських кораблів було захоплено англійцями, які не хотіли давати американцям право торгувати з Францією. Як пояснив Хорсмен: "По можливості Англія прагнула уникнути конфлікту зі Сполученими Штатами, але не настільки, щоб дозволити їм зірвати військові зусилля Британії проти Франції. Більше того, багато впливових людей в уряді та по всій країні вважали, що Сполучені Штати становлять загрозу для британської морської переваги".
Розширення торговельного флоту Сполучених Штатів, розмір якого майже подвоївся між 1802 і 1810 роками, зіткнувся з Сполученим Королівством і його досі домінуючим становищем, хоча головним американським торговим партнером тоді було Об'єднане Королівство, якому припадало майже 50 % національного експорту було продано, ця частка навіть зросла до 80 % для експорту бавовни. Торговельний флот США був найбільшим нейтральним флотом у світі. Британській громадській думці та пресі було важко прийняти зростання конкуренції в міжнародній торгівлі та морських перевезеннях вантажів. Щодо американців, то вони вважали, що Велика Британія порушує їхнє законне право на вільну торгівлю з обраними ними країнами.
Бажаючи зберегти нейтралітет у цьому європейському конфлікті, Сполучені Штати під керівництвом президента Томаса Джефферсона в 1807 році прийняли закони про ембарго, які забороняли американським кораблям плавати в інші країни, а іноземним кораблям — входити в американські порти. Цей закон був особливо погано сприйнятий, особливо серед купців Нової Англії, і був швидко замінений Non-Intercourse Act (буквально «акт про невтручання») у 1809 році, який забороняв торгівлю лише з двома воюючими сторонами. З приходом Джеймса Медісона до Білого дому та зіткнення з неможливістю втілення цього закону в життя, він був замінений у 1810 році законом «Мейкон 2», який скасував усі ембарго та передбачив, що якщо Великобританія чи Франція відновить торгівлю з американськими торговими суднами Сполучені Штати відновлять ембарго проти іншої країни · . Вбачаючи в цьому можливість, яку слід використати, Наполеон оголосив, що всі елементи, які сповільнювали американський імпорт, будуть скасовані. Відповідно до Non-Intercourse Act ·  Сполучені Штати відновили ембарго проти Сполученого Королівства, що наблизило його до війни. У 1809 році, хоча англійці все ще відмовлялися, Франція вже погодилася нарешті визнати американський прапор на морі, що означало офіційне визнання Сполучених Штатів як суверенної держави, вільної торгувати з ким вона хоче.
Наполеон ніколи не дотримувався своїх обіцянок на користь американського імпорту, і, здається, він навіть ніколи не збирався це робити · . У той час як Медісон думав, що знайшов хитромудрий прийом, щоб відновити торгівлю з Францією чи Сполученим Королівством, Наполеон був ще хитрішим. В обмін на порожню обіцянку, до якої американці не мали можливості її змусити, Франція отримала підтримку Сполучених Штатів і, перш за все, засіб відволікання британських ресурсів (кораблі, люди та гроші) з європейського континенту. У зв'язку з тим, що мирні зусилля не покращуються, і зі складною економічною ситуацією, дехто починає припускати, що оголошення війни може врятувати національну честь, навіть серед демократично-республіканської більшості в Конгресі з «яструбами війни».

### Примусова мобілізація британських «дезертирів»
Під час наполеонівських війн Королівський флот збільшив розмір свого флоту до 175 лінійних кораблів і 600 кораблів загалом, що потребувало 140 000 моряків. У той час як у мирний час Королівський флот може обслуговувати свої кораблі за допомогою добровольців, у воєнний час завдання набагато складніше. Дійсно, тоді Королівський флот вступив у конкуренцію з торговими кораблями та каперами щодо найму досвідчених британських моряків у свої екіпажі, і він використовував військову повинність, щоб впоратися з нестачею добровольців. Багато моряків торгового флоту Сполучених Штатів (за оцінками понад 11 000 у 1805 році) були ветеранами Королівського флоту або дезертирами, кораблі Королівського флоту вирішили перехопити та обшукати торгові кораблі торговців Сполучених Штатів в пошуках дезертирів. Це викликало обурення американського уряду, особливо після справи Чесапік-Леопард (захоплення та перевірка американського USS Chesapeake британським HMS Leopard).
Американці вважали, що британські дезертири мають право уникнути правосуддя, ставши американськими громадянами. Британці, які не визнавали громадянства натуралізованих американців, вважали, що будь-який американський громадянин, народжений британцем, швидше за все, буде призовним і тому було законно вести полювання на дезертирів. Ситуація ускладнюється широким використанням фальшивих документів серед моряків, через що Королівському флоту важко відрізнити неамериканців від американців. Відтоді сталося так, що деякі американці, які ніколи не були британцями, були примусово призвані, хоча деяких було звільнено після апеляції. Опозиція цьому примусовому призову на військову службу зросла, коли британські фрегати почали ставати на якір біля портів у американських територіальних водах, щоб перевіряти кораблі на предмет контрабанди та вербувати людей із тих, хто намагався досягнути американського узбережжя. Тоді «Вільна торгівля та права моряків» стала закликом Сполучених Штатів під час конфлікту.

### Американський експансіонізм до Канади
До 1940 року деякі історики вважали, що американський експансіонізм і бажання заволодіти канадськими землями були однією з причин війни 1812 року, але з тих пір ця теза втратила багатьох своїх прихильників ·  · . На початку XX століття деякі канадські історики висунули цю теорію, яка й досі залишається поширеною в канадській громадській думці · .
Повідомляється, що американський президент Джеймс Медісон і його радники вважали, що завоювання Канади буде легким і що перерва в постачанні продовольства британським Вест-Індським колоніям змусить їх укласти мир. Крім того, завоювання Канади було б цінним надбанням під час переговорів. Деякі поселенці на Заході Америки вимагали, щоб Сполучені Штати захопили Канаду не для повернення землі, а тому, що вони вважали, що британці озброюють індіанські племена, які стримували спекулянтів землею та великі сім'ї плантаторів у завоюванні Заходу.
За словами Хорсмана, "ідея завоювання Канади існувала принаймні з 1807 року як засіб змусити Англію змінити свою морську політику. Таким чином, завоювання Канади було, по суті, засобом у війні, а не її метою. Також Хікі категорично заявляє, що "прагнення анексувати Канаду жодним чином не призвело до розв'язання війни. Нарешті, за словами Брауна, "метою канадської експедиції було надати ваги переговорам, а не анексувати Канаду. Цю ідею також підтримує видатний канадський вчений Берт, для якого Фостер, британський міністр у Вашингтоні, також відкидав аргумент, що анексія Канади була метою війни.
Більшість жителів Верхньої Канади (сучасне Онтаріо) на той час були або американськими вигнанцями (лоялісти корони, відомі як лоялісти Об'єднаної імперії), або іммігрантами, які прибули після війни за незалежність. Лоялісти вороже ставилися до будь-якого союзу зі Сполученими Штатами, а інші колоністи, здавалося, абсолютно не цікавилися цією проблемою. Канадські колонії були лише малонаселеними та слабко захищеними британською армією, яка тоді була дуже зайнята в Європі. Деякі американці вірили, що мешканці Верхньої Канади повстануть проти Імперії та віддадуть честь американським «визволителям». Це поєднання факторів свідчило про те, що завоювання буде легким, як вважав колишній президент Томас Джефферсон у 1812 році: "Завоювання Канади цього року, аж до околиць Квебеку, буде простою прогулянкою, і ми отримаємо досвід, щоб потім мати можливість напасти на Галіфакс, а потім, нарешті, вигнати Англію з американського континенту.

### Нова індіанська політика та земельна спекуляція
Британці були давніми союзниками нації ірокезів, безперечно найбільшої та найвойовничішої з корінних американських націй Сходу, присутніх у Канаді та Сполучених Штатах. Вони пообіцяли не переходити через Аппалачі, щоб зберегти лояльність корінних американців у війні проти французів у 1750-х рр. Вторгнення земельних спекулянтів із Кентуккі, населення якого в 1792 році досягло 60 000 жителів, необхідних для створення держави, але становлять лише 3 % з двох мільйонів американців, які мають достатньо землі на Сході, викликали агресивність ірокезів, семінолів і криків, якими вміло маневрують ці спекулянти. Деякі з цих спекулянтів на Півдні є старшими офіцерами американської армії. Це бажання просунутися на Захід мало місце, зокрема, в атмосфері інтенсивної спекуляції, яка характеризувала історію вирощування бавовни в той час.
Оголошення війни було прийнято найменшою більшістю за всю історію голосуванням у Конгресі США щодо початку війни. Ця коротка більшість, здобута з невеликим вибором, характерна для періоду спекуляцій землею в першій половині XIX століття в Сполучених Штатах, коли Демократична партія розірвала себе на частини та створила Республіканську партію, а також Партію вільної землі, аболіоціністську.
Штати Коннектикут, Род-Айленд і Массачусетс виступають проти цього конфлікту ·  · . У Сполученому Королівстві прем'єр-міністра Спенсера Персеваля, убитого пострілом 11 травня 1812 року, змінив на посаді глави британського уряду Роберт Дженкінсон, 2-й граф Ліверпуля, який виступав за більш прагматичне ставлення до Сполучених Штатів. Він скасував закон про примусовий призов на військову службу, але ця новина дійшла до Сполучених Штатів лише через три тижні, що було достатньо, щоб перетнути Атлантику.

## Хід подій
Хоча війні передувало кілька років дипломатичного конфлікту, жодна сторона не була готова, коли вона спалахнула. Сполучене Королівство було напружене через наполеонівські війни, коли більшість британської армії брала участь у війні за незалежність Іспанії, а Королівський флот був змушений підтримувати морську блокаду західного узбережжя європейського континенту.
Регулярні британські війська, присутні в Канаді в липні 1812 року, нараховували 6034 чоловіки за підтримки канадської міліції Нижньої Канади, яка теоретично налічувала 60 000 чоловік, але виставляла лише близько 10 000 призовників і добровольців, з яких було повідомлено про 1620 випадків дезертирства. Протягом усієї війни державним секретарем Британії з питань війни та колоній був Генрі Батерст, 3-й граф Батерст. Протягом перших двох років війни він не міг надіслати підкріплення до Північної Америки і рекомендував головнокомандувачу Північної Америки та майбутньому генерал-губернатору, генерал-лейтенанту лорду Джорджу Прево прийняти оборонну стратегію. Природно обережний, Прево дотримувався цих інструкцій і присвятив свої війська обороні Нижньої та Верхньої Канади. Зречення Наполеона в 1814 році завершило війну в Європі та зробило велику кількість солдат доступними для північноамериканського конфлікту. Потім Прево розпочав наступ на райони Нью-Йорка та Вермонта, але зазнав невдачі та був змушений відступити після битви під Платтсбургом.
Сполучені Штати були не готові до війни, оскільки президент Медісон вважав, що збройні формування штату зможуть швидко завоювати Канаду, що призведе до початку переговорів. У 1812 р. регулярна армія налічувала менше 12 тис. чоловік. Конгрес дозволив збільшити чисельність армії до 35 000 чоловік, але це зобов'язання було добровільним і непопулярним; платня була низькою, а навчених і досвідчених офіцерів було мало, особливо на початку війни. Ополченці, покликані підтримати армію, протестували проти бойових дій далеко від свого штату. Вони не поважали військову дисципліну і, як правило, були неефективними проти ворога за межами свого штату. Сполучені Штати також мали великі труднощі з фінансуванням цієї війни. Вони скасували свій центральний банк, а приватні банки на північному сході були проти війни. Франко-американський банкір Стівен Жирар, народжений як Етьєн Жирар, свого часу гарантував 95 % військових облігацій, випущених Сполученими Штатами.
На початку війни Сполучені Штати спробували вторгнутися в колонії Північної Америки, але отримали відсіч і втратили місто Детройт. В районі Великих озер відбувалися різноманітні битви (битва на Квінстонських висотах тощо). Ранні невдачі Америки, пов'язані з непідготовленістю та відсутністю влади, призвели до звільнення Вільяма Юстіса з посади військового міністра Сполучених Штатів. Його наступник, Джон Армстронг-молодший, наприкінці 1813 року розробив стратегію взяття Монреаля, але його плану завадили погане матеріально-технічне забезпечення, конфлікти між командуванням армії та недосвідченість військ. Під час битви при Шатогве, поблизу Монреаля, американці, незважаючи на велику чисельну перевагу, отримали сміливу відсіч франко-канадського командира де Салаберрі та його квебекських добровольців. У 1814 році бойовий дух і керівництво армії значно покращилися, але Армстронга було звільнено після підпалу Вашингтона. Війна закінчилася до того, як Джеймс Монро, запрошений Медісоном на посаду військового міністра, зміг розробити нову стратегію.
Війна була вкрай непопулярною, особливо в Новій Англії, де противники висловили свою опозицію. Нездатність Нової Англії надіслати ополчення та надати фінансову допомогу була серйозною перешкодою. Загрози відділення Нової Англії були серйозними. Сполучене Королівство скористалося цим розмежуванням, щоб протягом більшої частини війни блокувати виключно американські порти на Півдні, що сприяло контрабанді.
Володар морів Королівський флот заблокував східне узбережжя, що послабило американську економіку через різке скорочення експорту сільськогосподарської продукції. Британці також використовували своє панування на морі для здійснення прибережних рейдів. У серпні 1814 року вони спробували захопити штат Нью-Йорк, захопили Вашингтон і спалили його, зруйнувавши громадські будівлі (включаючи Білий дім і Капітолій) і бомбардували Балтімор. З іншого боку, морські битви на Великих озерах обернулися на користь США, що дозволило їм обмежити сухопутну експансію англійських військ.
Наприкінці війни британський флот піднявся вгору по Міссісіпі та направив сили для захоплення Нового Орлеана, але британці були розгромлені в битві за Новий Орлеан генералом Ендрю Джексоном. Війна закінчилася status quo ante bellum у 1814 році, що посилило американську гордість і підтвердило повну незалежність молодої американської нації.

### Атлантичний театр

#### Морські битви
Сполучене Королівство протягом тривалого часу було провідною морською державою у світі, що підтвердилося епічною перемогою над французами та іспанцями в битві при Трафальгарі в 1805 році. У 1812 року Королівський флот мав 85 кораблів в американських водах. Навпаки, Військово-морський флот Сполучених Штатів, якому ще не виповнилося й двадцяти років, складався лише з 22 фрегатів, хоча деякі з цих фрегатів були надзвичайно великими та потужними для свого класу. У той час як стандартний британський фрегат того часу мав 38 гармат, у тому числі 18 гармат у батареї на головному борту, USS Constitution, USS President та USS United States, побудовані як 44-гарматні кораблі, могли нести 56 гармат із основним бортом з 24 гарматами. Військові успіхи цих трьох фрегатів змусили британців побудувати п'ять важких 40-гарматних фрегатів, два 50-гарматних фрегати (HMS Leander і HMS Newcastle) і переробити три старі канонерські кораблі у важкі фрегати.
Британська стратегія полягала в тому, щоб захистити власні торговельні судна, що прямували до Галіфакса та Канади та з них, і блокувати головні американські порти. Через свою чисельну меншість американці намагалися підірвати британців за допомогою тактики блискавичних атак, захоплення кораблів та їхніх вантажів, і вирішували вступати в бій лише за сприятливих обставин. Таким чином вони зазнали своїх перших морських успіхів. Через кілька днів після офіційного оголошення війни було сформовано дві невеликі ескадри: перша у складі фрегата USS President і шлюпа USS Hornet під командуванням Джона Роджерса, а друга — фрегатів USS United States і USS Congress і брига USS Argus на чолі з капітаном Стівеном Декатуром.
Нарешті капітан Ісаак Халл, командуючий USS Constitution, відплив із Чесапікської затоки 12 липня. 17 липня його переслідувала британська ескадра, якої він зміг позбутися лише через два дні. Після короткої зупинки в Бостоні, щоб поповнити свої запаси питної води, 19 серпня USS Constitution вступив у бій з британським фрегатом HMS Guerriere. Після 35 хвилин бою HMS Guerriere був позбавлений мачти і захоплений перед спаленням. Потім Халл повернувся до Бостона і поширив новину про цю важливу перемогу. 25 жовтня USS United States під командуванням капітана Декатура захопили британський фрегат HMS Macedonian, який потім повернули в порт. Наприкінці місяця командування USS Constitution було передано капітану Вільяму Бейнбріджу, який вирушив на південь. 29 грудня біля берегів Баїї (Бразилія) він зустрів фрегат HMS Java. Після бою, який тривав три години, HMS Java здався, а корабель було спалено, оскільки його було визнано неможливим для порятунку. Щодо USS Constitution, то він вийшов з бою без жодних пошкоджень, за що отримав прізвисько «Old Ironsides».
У січні 1813 року американський фрегат USS Essex під командуванням капітана Девіда Портера відплив до Тихого океану з наміром заважати там британському судноплавству. Дійсно, багато британських китобійних суден мали фірмові грамоти, які дозволяли їм атакувати американські китобійні судна, що фактично знищило галузь. Щоб покласти край цій практиці, USS Essex переслідував британських китобоїв і завдав значних збитків, перш ніж 28 березня 1814 року був захоплений біля узбережжя Вальпараїсо (Чилі) фрегатом HMS Phoebe та шлюпом HMS Cherub.
Під час цих зіткнень американці мали перевагу над англійцями, маючи на озброєнні більші та потужніші гармати (за винятком USS Essex, який був оснащений каронадами, що полегшило його захоплення в 1814 році). Однак шлюпи та бриги ВМС США також здобули кілька перемог над рівними за силою кораблями Королівського флоту, що сталося через різницю в екіпажах. Екіпажі американських кораблів складалися з досвідчених і навчених добровольців, тоді як еліта британського флоту була мобілізована в Європі, а екіпажі, що служили в Північній Америці, не були достатньо навчені і через навантаження, яке вимагала блокада узбережжя. Захоплення трьох британських фрегатів спонукало британців до реакції. Збільшилася кількість кораблів, приписаних до американського узбережжя, посилилася блокада. 1 червня 1813 року біля узбережжя Бостонської гавані фрегат USS Chesapeake під командуванням капітана Джеймса Лоуренса був захоплений британським фрегатом HMS Shannon під командуванням капітана Філіпа Броука. Лоуренса було смертельно поранено, але йому вдалося викрикнути фразу, що стала відомою: «Не кидайте корабля! Тримайтеся»

#### Блокада
Коли почалася війна, у британському флоті було труднощі, нав'язувати блокаду на все узбережжя США, коли він також повинен був переслідувати американських корсарів. Британський уряд, який потребує американських харчових продуктів для своєї армії в Іспанії, отримав користь від доброзичливості жителів Нової Англії для торгівлі з ними, і Нова Англія не відчувала блокаду на початку війни. Далі на південь частина узбережжя між затокою Делавер та затокою Чесапік була оголошена під блокадою 26 грудня 1812 р . Домінування британського флоту дозволило йому зайняти затоку Чесапік та напасти та знищити багато набережних та портів.
Потім блокада була поширена на все американське узбережжя на південь від Наррагансетта (Род-Айленд) у листопаді 1813 р. і, нарешті, в Новій Англії 31 травня 1814 р. У той же час контрабанда відбулася за допомогою змови між американськими купцями та британськими офіцерами; потім американські кораблі перейшли під нейтральний прапор. Нарешті, американський уряд призвів до наказу припинення цього незаконного руху, що зробило обмеження щодо національної торгівлі ще більш важкими.
Нарешті, командири британського флоту, що базується у військовому порту Королівського військово-морського флоту на Бермудах, отримав інструкцію, щоб заохотити втечу американських рабів, запропонувавши їм свободу, як це робилося під час американської революції. Тисячі чорних рабів перейшли зі своїми родинами під британську опіку і були прийняті на роботу в 3-му колоніальному батальйоні Королівських морських піхотинців на окупованому острові Танжер, в бухті Чесапік. Інша компанія королівських морських піхотинців пройшла навчання на Бермудських островах, де багато звільнених рабів (чоловіки, жінки та діти) отримали житло та роботу. Ця компанія зберігалася на острові як оборонна сила у випадку нападу. Ці колишні раби боролися за Британську імперію протягом усієї кампанії, в тому числі під час нападу на Вашингтон та під час кампанії Луїзіани.
Блокада американських портів стала настільки тісною, що більшість кораблів, торгових та військових залишаються замкненими в порту. Таким чином, фрегати USS United States та USS Macedonian закінчили війну, пришвартовані в місті Нью-Лондон. Деякі торгові кораблі базувалися в Європі чи Азії та продовжували торгувати. Однак Королівський військово-морський флот не заблокував експорт з Нової Англії, оскільки він не застосовував федеральні правила, які забороняли торгувати з Канадою та Великобританією. Таким чином, кораблі, головним чином з Нової Англії, отримали дозвіл адмірала Джона Борлаза Уоррена, головного командира британського флоту, у 1813 році, щоб перетнути блокаду та торгувати. Це дозволило армії Веллінгтона, боротися в Іспанії, постачати американські продукти, а також дозволило підтримувати сильну протидію війні у свідомості жителів Нової Англії. Завдяки своїм потужним ескадронам та блокаді, Королівський військово-морський флот зміг висадити війська на американських узбережжях, тим самим прокладаючи шлях до нападу на Вашингтон в 1814 році, про який було обговорено вище. Ця блокада призвела до зменшення американського експорту на 130 мільйонів доларів у 1807 році до 7 мільйонів доларів у 1814 році.
Після своїх перших поразок британський адміралтейство запровадило нову політику про те, що три великі американські фрегати повинні бути атаковані лише лінійним кораблем або ескадрильєю невеликих еквівалентних суден. Ця стратегія знайшла своє застосування у захопленні USS President ескадрильєю чотирьох британських фрегатів, у січні 1815 року, навіть якщо більшу частину нападу керував HMS Endymion · .
Роль американських корсарів, частина яких належала ВМС Сполучених Штатів, але більшість з яких були найманцями, була важливою. Їх дії тривали до кінця війни і лише частково постраждали від перегрупування британських торгових кораблів у конвоях, супроводжуваних Королівським флотом. Відвага американських крейсерів проілюстрована руйнуваннями, здійсненими в британських водах, за допомогою шлюпа USS Argus, який остаточно був захоплений 14 серпня 1813 року біля St David's Head, в Уельсі, бригом HMS Pelican. Майже 1554 кораблі були захоплені та заявлені американськими суднами (цивільними або військовими), у тому числі 1300, захоплених корсарами ·  · . Ці цифри можуть змінюватися залежно від джерел. Таким чином, за словами Ллойда, лондонського страховика, було захоплено лише 1175 британських кораблів, 373 з яких були прийняті (чиста втрата 802 кораблів).
Серед корсарів, які найняті американцями, Джон Корроно, родом з Нанта, особливо відрізняється. Він захопив близько тридцяти британських торгових кораблів і пошкодив 18 військових суден між 1812 і 1814 роками. Під час Другої світової війни, USS Ordronaux (DD-617), носив його ім'я.

#### Чесапікська кампанія
Стратегічне розташування Чесапікської затоки поблизу американської столиці зробило її головною мішенню для британців. Починаючи з березня 1813 року, ескадра контр-адмірала Джорджа Кокберна почала блокаду затоки і атакувала міста вздовж затоки, від Норфолка до Гавр-де-Грейс. 4 липня 1813 року Джошуа Барні, морський герой Війни за незалежність, переконав військово-морський департамент побудувати флотилію Чесапікської затоки, ескадру з двадцяти барж. Спущена на воду в квітні 1814 року ескадра швидко була загнана в кут на річці Патаксент і завдала клопоту Королівському флоту, але не змогла завершити британську кампанію, що в кінцевому підсумку призвело до підпалу Вашингтона.
Ця експедиція, очолювана Кокберном і генералом Робертом Россом, відбулася між 19 і 29 серпня 1814 року після посилення британської політики в 1814 році, коли британські та американські емісари зустрілися для мирних переговорів у Генті в червні року. Таким чином, адмірал Уоррен був замінений на посаді головнокомандувача адміралом Олександром Кокрейном з підкріпленням і мандатом змусити американців укласти сприятливий мир. Генерал-губернатор Канади, сер Джордж Прево, написав адміралам, розташованим на Бермудських островах, із закликом до відповіді після пограбування Йорка (майбутнього Торонто) американцями. Сила з 2500 солдатів під командуванням генерала Росса на борту флоту Королівського флоту, який складався з HMS Royal Oak, трьох фрегатів, трьох шлюпів і десяти інших кораблів, щойно прибула на Бермудські острови.
Звільнений від Війни за незалежність Іспанії після британської перемоги, цей флот був призначений для здійснення диверсійних рейдів уздовж узбережжя Меріленда та Вірджинії. У відповідь на прохання Прево було вирішено використати ці сили спільно з флотом і військовими підрозділами, які вже були на базі, для нападу на Вашингтон. 24 серпня Армстронг, військовий міністр, наполіг на тому, щоб британці атакували Балтимор, а не Вашингтон, хоча британська армія вже була на шляху до столиці. Недосвідчене американське ополчення, яке зібралося в Меріленді для захисту столиці, зазнало поразки в битві при Бладенсбурзі, що відкрило шлях до Вашингтона. Хоча Доллі Медісон врятувала багато речей із президентської резиденції, президент Джеймс Медісон був змушений тікати до Вірджинії.
Британські командири їли їжу, яку приготували для президента перед підпалом Білого дому. Моральний дух американського народу впав до найнижчого рівня. Пізніше того ж вечора шторм пронісся містом і завдав ще більшої шкоди, але вогонь вдалося загасити завдяки проливним дощам. Верфі були навмисно підпалені американцями, щоб уникнути захоплення військових кораблів і техніки.
Після того, як шторм закінчився і після знищення громадських будівель у Вашингтоні, британська армія попрямувала до Балтимора, порт якого був важливою базою для американських каперів. Згодом почалася битва за Балтимор, коли британська рота висадилася в Норт-Пойнті, а потім відступила, коли генерала Росса було вбито на американському форпості. Британці також спробували атакувати Балтимор морем 13 вересня, але не змогли взяти під свій контроль форт Мак-Генрі біля входу в гавань Балтімора. Насправді, битва за Форт-Мак-Генрі насправді не була битвою, британські гармати мали більший радіус дії, ніж американські. У результаті вони залишилися поза зоною дії американської зброї для бомбардування форту. Вони планували координувати дії з наземними силами, але це було неможливо через відстань, і британцям довелося відступити. Вночі під час атаки в місті погасили всі вогні, а форт бомбардували 25 годин. Єдине видиме світло було спричинене вибухами снарядів у форті Мак-Генрі, яке показало, що над фортом все ще майорить американський прапор. Захист форту надихнув американського адвоката Френсіса Скотта Кі написати вірш, який згодом став текстом для The Star-Spangled Banner, який став американським національним гімном.

### Канадський театр

#### Вторгнення в нижню і верхню Канаду
Американські лідери припускали, що Канаду легко переможуть. Колишній президент Джефферсон, дуже оптимістично, вважав, що це завоювання буде лише простою формальністю. Дійсно, оскільки Верхню Канаду населяло багато американських емігрантів, два табори помилково припускали, що це сприятиме просуванню військ вторгнення. Відносини між мешканцями, розташованими з обох боків кордону, були настільки хорошими, що генерал Превост, генерал-губернатор Канади, постачав свої війська на американський ринок. Незважаючи на численні спроби, американці не встигли припинити цю практику, що значною мірою існувала на війні.
У Нижній Канаді набагато більш населеній, Великобританія підтримувалася як англомовною елітою, дуже лояльною до імперії, так і французькою канадською елітою, яка побоювалася, що американське завоювання знищить «старий порядок», вводячи протестантизм, англізацію, республіканську демократія та капіталізм. Страх також існував, щоб приїзд американських іммігрантів не зменшив площу хорошої землі.
Боротьба відбулася на заході від країни, головним чином навколо озера Еріе, навколо річки Ніагара між озером Еріе та озером Онтаріо, або біля річки Сен-Лоран та озера Шамплен.
Перехід Св. Лаврентія та захоплення Монреаля та Квебеку ускладнило б підтримку Сполученого Королівства в Північній Америці, але США вирішили розпочати битви на західному кордоні. Цей вибір був мотивований тим, що саме в цій зоні жителі були найбільш прихильними до війни проти Сполученого Королівства, яке продавало зброю американцям, щоб запобігти встановленню переселенців.
Британці швидко зафіксували значний успіх. Загін острова Сен-Джозеф на озері Гурон справді був поінформований про Декларацію війни перед американським гарнізом поблизу, на острові Макінак, в штаті Мічиган. Група втручання висадилася на острові 17 липня 1812 року і навела гармати у бік форту Макінак. Захопені зненацька, американці здалися при перших залпах. Ця перша перемога спровокувала приєднання індіанських племен до британців, зокрема, приєднання до їхньої армії в Амхерстбурзі.
12 липня 1812 р. Американський бригадний генерал Вільям Халл покинув Детройт, щоб увійти в Канаду, з армією, що складалася в основному з ополчення. Опинившись на канадській землі, Халл опублікував звернення, наказуючи всім британським підданим здатися, або «жахи та лиха війни впадуть на вас». Він також погрожував вбити британських в'язнів, які воювали поряд з індіанцями. Ця декларація мала протилежний ефект до бажаного і допомогла зміцнити стійкість до американських атак.
Як тільки він отримав звістку про британську перемогу в Макінаку та через загрозу його лініям постачання після битв Браунстауна та Монгуна, Халл вирішив відступити. Він знайшов притулок зі своїми 2500 чоловіками у Форт-Лернулті (його часто називають форт Детройт, перш ніж перейменований на Форт Шелбі).
Генерал Британської дивізії Ісаак Брок просунувся у форт Детройт з 1200 чоловіками. Він змусив американців перехопити фальшивуву кореспонденцію, в якій сказано, що йому потрібно лише 500 індіанських бійців, щоб взяти Детройт. Побоюючись, що британці будуть розпалювати індіанські напади на інші місця, Халл наказав евакуацію жителів форту Дірборн (Чикаго) у форт Вейн. Після того, як спочатку уповноважені пройти без ризику, на жителів напали індіанці Потаватоміс 15 серпня під час різанини у форті Дірборн. Потім цей форт спалили. Побоюючись індіанців та їх загрози катування та скальпування та думаючи, що британські війська є більш численними, ніж насправді, Халл вирішив здатися без бою в серпні 1669 року.
Брок швидко поїхав до східного кінця озера Еріе, де американський генерал Стівен Ван Ренсселер збирався розпочати другу хвилю вторгнення. Британський генерал-губернатор, Превост, вмілий дипломат, противник війни, організував підписання перемир'я в серпні 1812 року з Дірборном, який заважав Броку вторгнутись у американську територію. Перемир'я було скасоване американським президентом Медісоном, як тільки він дізнався про це. Коли перемир'я закінчилося 8 вересня, американці спробували здійснити нову атаку через річку Ніагара 13 жовтня, але зазнали величезної поразки на Queenston Heights. Брок був убитий під час битви, що призвело до ослаблення британського керівництва, явище, посилене професіоналізмом американських сил, який зміцнився протягом усієї війни.
Остаточну спробу було розпочато від озера Чамплен у 1812 році американським генералом Генрі Дірборном на півночі. Ця спроба зазнала невдачі, коли його міліція відмовилася рухатися за межі американської території. На відміну від американської міліції, канадська міліція зафіксувала хороші результати.
Французькі канадці, мотивовані дуже поширеними антикатолицькими почуттями у Сполучених Штатах, і лоялісти, які боролися за корону під час війни за незалежність, були проти американського вторгнення. І навпаки, нещодавно з США значноюу частину людей з Верхньої Канади складали переселенці, які не продемонстрували жодної очевидної лояльності до корони. Тим не менш, хоча люди співчувають загарбникам · , американські сили, як правило, стикалися з сильним протидією людей, вірних імперії.

#### Північно-західний театр
Після капітуляції Халла генерал Вільям Генрі Гаррісон отримав командування північно-західною армією США. Його метою було повернути Детройт, який захищали полковник Генрі Проктер і Текумсе. 22 січня 1813 року загін армії Гаррісона зазнав поразки під Френчтауном, вздовж річки Рейзін. Проктер залишив ув'язнених із недостатньою охороною, що дозволило деяким з його індіанських союзників напасти та вбити до 60 американців, багато з яких були ополченцями Кентуккі. Інцидент став відомий як «різанина річки Рейзін». Поразка завершила кампанію Гаррісона проти Детройта, а фраза «Пам'ятайте про річку Рейзін!» " стала об'єднуючим кличем для американців.
У травні 1813 року Проктер і Текумсе взяли в облогу Форт Мейгс на півночі Огайо. Під час облоги прибуло американське підкріплення, яке зазнало поразки від корінних американців, але форт утримався. Зрештою корінні американці розсіялися, змусивши Проктера і Текумсе повернутися до Канади. Другий наступ на форт Мейгс також провалився в липні. Намагаючись покращити моральний дух корінних американців, Проктер і Текумсе спробували взяти штурмом форт Стефенсон, невеликий американський пост на річці Сандаскі, що закінчилося поразкою з великими втратами та ознаменувало кінець американської кампанії Огайо.
На озері Ері командувач американськими військами капітан Олівер Хазард Перрі воював у битві на озері Ері 10 вересня 1813 року. Його вирішальна перемога забезпечила американський контроль над озером і дозволила американському моральному духу покращитися після серії поразок і змусила англійців відступили з Детройта. Це відкрило шлях для генерала Гаррісона до нового вторгнення у Верхню Канаду, що призвело до перемоги Сполучених Штатів у битві на річці Темза 5 жовтня 1813 року, під час якої Текумсе був убитий. Смерть Текумсе фактично припинила альянс між корінними американцями та британцями в районі Детройта. Американці зберігали контроль над Амгерстбургом і Детройтом протягом решти війни.

#### Вздовж Ніагари (1813)
Через труднощі сухопутного сполучення контроль над Великими озерами та коридором річки Святого Лаврентія був вирішальним. Коли почалася війна, англійці вже розмістили невелику ескадру військових кораблів на озері Онтаріо і тому мали перевагу.
Щоб виправити ситуацію, американці заснували верф у Сакетс-Харбор. Коммодор Ісаак Чонсі взяв на себе керівництво великою кількістю матросів і корабельних майстрів, надісланих із Нью-Йорка. Вони закінчили другий військовий корабель лише за 45 днів. Загалом на цій верфі працювало майже 3000 чоловік, було побудовано одинадцять військових кораблів, а також численні невеликі катери та транспортні човни.
Відновивши перевагу завдяки швидкості своєї будівельної програми, Чонсі та Дірборн напали на місто Йорк (сучасне Торонто), столицю Верхньої Канади, 27 квітня 1813 р. Ця битва завершилася перемогою американців, відзначеною пограбуванням та підпалом парламенту та бібліотеки. Однак місто Кінгстон було стратегічно більш цінним для британських поставок і комунікацій уздовж Св. Лаврентія. Без контролю над Кінгстоном ВМС США не могли б ефективно контролювати озеро Онтаріо або перерізати британські лінії постачання з Нижньої Канади.
27 травня 1813 року американські десантні сили з озера Онтаріо почали штурм форту Джордж, що на північному березі річки Ніагара, і зуміли взяти його без значних втрат. 28 травня 1813 року коммодор Джеймс Лукас Йео очолив британські кораблі на озері та організував контратаку, яка була відбита в битві біля гавані Сакетс. Британські війська, що відступали, не переслідувалися, поки вони не мали часу для проведення контрнаступу проти наступаючих американців у битві при Стоні-Крік 5 червня.
Йео блокував Чонсі в гавані Сакетс до кінця війни, і таким чином британці зберегли контроль над озером Онтаріо. Завдяки Лаурі Секорд, лоялістці, яка оголосила 24 червня про неминуче прибуття американських військ, вони були змушені здатися проти меншої кількості британських та індіанських сил під час битви при Бівер-Демс, яка ознаменувала кінець американського наступу у Верхній Канаді.
Наприкінці 1813 року американці покинули канадську територію, яку вони зайняли поблизу Форт-Джорджа. 10 грудня 1813 р. вони підпалили село Ньюарк (нинішня Ніагара-он-те-Лейк). Багато мешканців залишилися без даху над головою і померли від холоду на снігу. Цей епізод змусив британців розпочати репресії після захоплення форту Ніагара 18 грудня 1813 року та аналогічного знищення Баффало 31 грудня 1813 року.
У 1814 році змагання за панування на озері Онтаріо перетворилося на змагання з будівництва кораблів. Нарешті, до кінця року Йео побудував HMS Saint-Lawrence, першокласний лінійний корабель, оснащений 112 гарматами, що дало йому перевагу над американськими кораблями. Корабель ніколи не бачив бою до кінця війни.

#### Сент-Лаврентій і Нижня Канада (1813)
Британці були найбільш вразливі на ділянці річки Святого Лаврентія, яка утворювала кордон між Верхньою Канадою та Сполученими Штатами. На початку війни через річку йшла велика кількість нелегальної торгівлі, але взимку 1812—1813 років американці почали серію рейдів з міста Огденсбург, скомпрометувавши британське постачання. 21 лютого Прево перетнув його з підкріпленнями для Верхньої Канади. Наступного дня англійці забрали в американців місто Огденсбург. Решту року Огденсбург був без гарнізону, і багато жителів відновили відвідування та торгівлю з Прескоттом. Ця британська перемога дозволила ліквідувати останні регулярні американські війська з верхів'їв Сент-Лаврентія та забезпечити британське сполучення з Монреалем.
Наприкінці 1813 року після тривалих дебатів американці здійснили два прориви проти Монреаля. План полягав у тому, що генерал-майор Вейд Гемптон I здійснить марш на північ до озера Шамплейн і приєднається до сил генерала Джеймса Вілкінсона. Останній мав спрямувати свої кораблі до гавані Сакетс і вниз по річці Святого Лаврентія. Зрештою Гемптон був затриманий через погані дороги, труднощі з постачанням і сильну неприязнь до Вілкінсона, що обмежило його підтримку плану. 25 жовтня його 4000 чоловік (з яких лише 3000 були здатні до бою) були розгромлені під час битви при Шатогве військами Шарля де Салаберрі, що складалися серед інших з 300 франко-канадських піхотинців із ополченців і 22 могавків ·  які, завдяки погодним умовам, що погіршували видимість, змусили їхніх ворогів повірити, що їх у десять разів більше.
8000 чоловік Вілкінсона також затрималися через погану погоду і прибули лише 17 жовтня. Він дізнався, що війська під командуванням капітана Вільяма Малкастера та підполковника Джозефа Вантона Моррісона переслідують їх. Тому 10 листопада він був змушений висадитися біля Моррісбурга, приблизно за 150 кілометрів від Монреаля. 11 листопада ар'єргард Вілкінсона з 2500 чоловік був атакований 800 чоловіками Моррісона на фермі Крайслер і зазнав великих втрат. Дізнавшись, що Гемптон не зміг наздогнати, Вілкінсон вирішив відступити до Сполучених Штатів і зайняв зимові квартири. Його було усунено від командування після його другої невдачі під час атаки на британський форпост Лаколь Міллс.

#### Ніагарська та Платсбурзька кампанії (1814)
У середині 1814 р. американські генерали значно покращили бойові можливості та армійську дисципліну. Вони поновили свою атаку на півострів Ніагара і тому змогли швидко захопити форт Ері.
Тоді бригадний генерал Вінфілд Скотт здобув вирішальну перемогу проти британських сил, які були в меншості, в битві при Чіппаві, відзначаючи першу перемогу американської армії над британськими регулярними військами у лінійному бою в європейському стилі 5 липня. Потім американці намагалися більше прогресувати, але відсутність координації з флотилією озера Онтаріо, щоб привести підкріплення та артилерію для облоги зробила недійсним взяття форту Джордж. Американські війська розвернулися, а за ними слідували британські війська, які отримали підкріплення. Намагаючись зробити 24 липня, маневр на північ, щоб повернути британські сили, встановлені на південь від Квінстона, Браун відправив Скотта на передній план, але американські сили наткнулися на жорсткий опір під час битви за Лунді Лейн 25 липня . Битва була найсмертноноснішою за всю війну, і американцям все-таки вдалося дістати перевагу над англійцями, але нарешті довелося відмовитися від завойованої позиції великої боротьби. Їм довелося відступити на південь, але чинити опір у довгій облозі форту Ері, яку вони зміцнили між серпнем і вереснем. Після невдалої нічної атаки, в якій загинуло і було поранено 900 людей серед британських військ 15 серпня та без успіху в виході з американського гарнізону, британці врешті-решт зняли облогу. Однак, відсутність продовольства, змусила американців нарешті відступити з іншого боку Ніагари, щоб ніколи не повернутися до неї.
Тим часом, зречення Наполеона в Європі дозволило Великобританії відправити 15 000 солдатів до Північної Америки під командуванням чотирьох найкращих командувачів, що служать під проводом Веллінгтона. Менше половини були ветеранами кампаній Іберійського півострова, а решта — з гарнізонів. У той же час, що й військовослужбовці, було надіслана інструкція про ведення наступів проти Сполучених Штатів. Британська стратегія змінювалася, і, як і американці, британці прагнули скористатися мирними переговорами.
Генерал-губернатор, Джордж Прево, отримав інструкцію про вторгнення в Нью-Йорк та Вермонт. Він мав велику силу вторгнення, набагато потужнішу, ніж у американців. Однак, як тільки приїхав до Платтсбурга, він затримав напад до приходу флоту на чолі з капітаном Джорджем Дауні, на борту фрегата HMS Confiance. Прево змусив Дауні розпочати передчасну атаку, але він не зміг надати йому обіцяну військову підтримку. Ця невдача призвела до поразки флоту та до смерті самого Дауні під час битви при Платтсбурзі 11 вересня 1814 · . Тому американці мали контроль над озером Шамплен. Без свого флоту Прево наказав повернути назад, оскільки він вважав занадто небезпечним, що англійці залишаються на території противника після втрати їх військово-морської переваги.
Політичні та військові вороги Прево наказали йому повернутися в країну. У Лондоні військовий суд судив уцілілих офіцерів поразки при затоці де Платтсбургб і дійшов висновку, що поразка була спричинена головним чином Прево, який розпочав передчасну атаку, не надавши засобів, обіцяних підтримати наземні сили. Прево раптом загинув, коли його досьє мало розглядатися. Його репутація була під впливом свідчення канадців, які говорили, що саме ополчення виконало всю роботу і що він єдиний, хто провалився. Однак нинішні історики більш м'які і судять його не у світлі Веллінгтона, але його американських опонентів. Вони вважають, що підготовка Прево до попереднього захисту Канади була енергійною, добре розробленою та повною, незважаючи на обмежені засоби, і що він досяг, проти всіх очікувань, його основної мети: запобігти американському завоюванню.

#### Американський захід
Мало уваги приділялося озеру Гурон в 1813 році, але американська перемога на озері Ері ізолювала британців. Взимку, частина Канади, за наказом підполковника Роберта МакДуола, створила нью-йоркську лінію постачання з Йорка в затоку Ноттавасага, розташовану у Джорджіанській затоці. Коли він приїхав у Форт Макінак із підкріпленням та постачанням, він надіслав експедицію, щоб взяти на себе пост Прері де Ш'єн на Великому Заході. Битва при Прері де Ш'єн закінчилася перемогою англійців 20 липня 1814 · .
У 1814 році американці відправили силу з п'яти кораблів з Детройту для захоплення Макінака. Змішана сила, що складалася з регулярної армії та добровольців міліції, висадилася на острові 4 липня. Вони не атакували раптово, і коротка битва на острові Макінак змусила їх піти внаслідок засідки, зробленої індіанцями. Американці відкрили нову базу бухти Ноттавасага і 13 серпня знищили її укріплення. Потім вони повернулися до Детройту, залишивши два човни, щоб зберегти блокаду на Мічілімакінак. У вересні ці човни (USS Tigress та USS Scorpion) були зненацька захоплені ворогом. Цей бій на озері Гурон залишив Макінак під британським контролем.
Британському гарнізону на Прері де Ш'єн також довелося зіткнутися з нападом майора Захарі Тейлора, який мав намір піднятися на річку Міссісіпі, щоб дістатися до британської твердині. По дорозі його відтіснили британці, яким допомагали індіанці на чолі з Чорним Хоуком, на рівні порогів острова Рок Айленд. У цьому далекому театрі британці зберегли перевагу до кінця війни через вірність кількох корінних індіанських племен, яким вони надали зброю та подарунки.

### Театр південних штатів

#### Крікська війна
У лютому 1813 року в нації Крік спалахнула громадянська війна між Червоними Палицями та Крік, які прийняли спосіб життя «білих людей». Американці поблизу сутичок переживали, щоб конфлікт буде поширюватися. Зіткнувшись із зростаючою загрозою, вони вимагали від уряду швидко втрутитися. Однак федеральні війська вже були мобілізовані для конфлікту з Сполученим Королівством, і південні штати повинні були підняти власне ополчення, щоб захистити себе. Полковник Джексон та генерал-майор Вільям Кокк провели на південь близько 2500 чоловіків кожен, щоб напасти на племена Крік. Ці два війська в основному складалися з ополченців з Теннесі і воїнів Черокі.
Навіть якщо місією Джексона було умиротворення Крік, він переслідував більш амбітну мету взяти місто Пенсакола, де був іспанський губернатор. Наприкінці 1813 року війська Джексона виграли кілька битв, у тому числі битви при Таллушатчі та Талладеги. Однак, оскільки ополченці були зібрані лише на три місяці, він був змушений розпустити війська після цього терміну. Після ремобілізації та сформування нових військ Джексон та генерал Джон Кофі були на чолі армії з 3200 чоловіків, що складали 2600 солдатів і майже 621 індіанців.
27 березня Джексон і Кофі перемогли Крік під час битви під Horseshoe Bend, вбивши майже 800 з 1000 крік проти 49 вбитих та 154 поранених у американців та черокі. Джексон продовжував переслідувати вцілілих крік, поки всі вони не здалися. Ця перемога призвела до підписання договору Форт Джексон, який закінчив конфлікт Крік 9 серпня 1814 року. Більшість істориків вважають, що війна Крік була невід'ємною частиною війни 1812 року, оскільки англійці підтримали їх для дестабілізації уряду США.

#### Битва за Новий Орлеан
Після захоплення цілої американської флотилії, розташованої в гирлі Міссісіпі 14 грудня 1814 року, генерал Джон Кін піднявся на річку зі своїми військами і встановив гарнізон в 48 км на схід від Нового Орлеана, в Луїзіані. Коли Джексон дізнався 22 грудня, що авангард з 1600 чоловіків знаходився в 16 км від міста, він терміново відправив майже 2000 чоловіків, щоб гальмувати їх просування до міста. Поки сутички йшли, прихід генерала Едварда Пакенхема на Різдво розпочав наступ з новим планом атаки. Однак американці встигли консолідувати свою оборону, встановивши артилерію по «лінії Джексона».
Після об'єднання 8000 чоловіків Пакенхем вирішив розпочати напад на позиції Джексона вранці 8 січня, скориставшись темрявою та туманом. Незважаючи на це, американцям вдалося відбити головний напад, під час якого Пакенхем був смертельно поранений. Британський загін 700 чоловіків під командуванням полковника Торнтона розбив американські лінії на західному березі Міссісіпі. Однак, із розгромом атаки на східному березі, Торнтон не зміг отримати необхідне підкріплення, а генерал Ламберт почав відступ.
Наприкінці дня битва за Новий Орлеан закінчилася 2037 жертвами з британської сторони (включаючи 291 загиблих та 1262 поранених), проти 71 з американської сторони (у тому числі 13 загиблих та 39 поранених) ·  ·  · . Ця битва була великою перемогою, що зробило Джексона національним героєм, що згодом дозволило йому отримати доступ до президентства країни · . Британці відмовилися від Нового Орлеану, але напали на місто Мобіль. Під час останньої військової дії війни, битву при Форт-Боуєрі була вигралина британською силою 1000 чоловіків 11 лютого 1815.

### Кінець

#### Фактори, що привели до мирних переговорів
У 1814 році обидві країни втомилися від дорогої війни, яка, здавалося, змогла вести лише до тупика, і були готові шукати вихід з цієї війни. Важко оцінити саму вартість цієї війни для Великобританії, оскільки в рамках свого військового бюджету її витрати не були відокремлені від витрат Великої війни в Європі. Однак можлива оцінка від збільшення британського боргу протягом періоду становить приблизно 25 мільйонів фунтів. Для Сполучених Штатів вартість, майже 105 мільйонів доларів, більша. Таким чином, державний борг збільшився з 45 мільйонів у 1812 році до 127 мільйонів доларів наприкінці 1815 року, навіть якщо в реальній вартості суми, стягнуті урядом, були зменшені до 34 мільйонів доларів, через високу ставку та втрату вартості їх фідуциарної валюти · .
У той час морська блокада Королівського військово-морського флоту, яка душила американську економіку, і некомпетентність американського уряду погрожувала привести країну до банкрутства. Експорт борошна, таким чином, впав з мільйона барелів у 1812 та 1813 роках, до 5000 барелів у 1814 році. У той час страхові відсотки експедицій з Бостона зросли на 75 %, каботаж був у мертвій точці, а Нова Англія думала про відділення · . Експорт та імпорт різко впали, коли обсяг зовнішньої торгівлі знизився з 948 000 тонн у 1811 р. до лише 60 000 тонн у 1814 р..
Поки британські купці подорожували в конвоях, шанси на успіх американських корсарів були надзвичайно зменшені. Однак корсари продовжували перешкоджати англійцям, їхні дії спричиняють на 30 % зростання страхових цін на вантажі, що подорожують між Ліверпулем (Англія) та Галіфаксом (Нова Шотландія). Таким чином, Morning Chronicle скаржилася через американських корсарів, що діють навколо Британських островів: «Нас ображали безкарно», британці не могли повністю відсвяткувати свою велику перемогу в Європі до тих пір поки мир не був встановлений в Північній Америці, що було єдиною умовою, щоб оподаткування зменшити до прийнятного рівня. Тиск, що чинять власники суден на уряд, щоб відновити мир, таким чином, був підкріплений власниками земель.

#### Гентський договір
24 грудня 1814 року дипломати з двох країн зустрілися в Генті, у Королівстві Нідерландів (зараз у Бельгії), щоб підписати Гентський договір, який не був ратифікований американцями до 16 лютого 1815 року.
Сполучене Королівство, яке заволоділо близько 40 000 км² нових територій у штаті Мен та на Тихоокеанському узбережжі, натиснуло на Сполучені Штати, щоб ті зробили територіальні поступки, що майже призвело до припинення переговорів. Ця початкова британська позиція була підкріплена їх недавньою атакою на американську столицю, Вашингтон. Пожежа Вашингтону, послабила американську позицію під час мирних переговорів. Однак звістка про поразку в битві при Платтсбурзі та битві при Балтіморі послабила цей запит. Герцог Веллінгтон наблизився, щоб направити британську армію в Північну Америку, і він надіслав лист, в якому написав:
«Я мушу визнати, що я думаю, що вам не дозволено в поточній ситуації вимагати будь-якої територіальної поступки зі Сполучених Штатів …. Ви не змогли перемогти, коли ви були на території ворога, незважаючи на ваші військові успіхи і вашу незаперечну військову перевагу, навіть не вдалося захистити свої лінії від атак противника. За принципом рівності переговорів ви не можете вимагати поступки земель, якщо ви не обміняєте її на інші переваги, які є у вашому розпорядженні …. Таким чином, якщо це міркування є правильним, навіщо хотіти, грати uti possidetis juris? Ви не зможете отримати жодної території: дійсно, стан ваших військових операцій, хоча і заслуговує, не дає жодного права на такий запит.»
Після напруженості, що зародилася між Великобританією та Росією під час Віденського конгресу та при низькій ймовірності покращення військової ситуації в Північній Америці Великобританія була готова віддати захоплені території. Прем'єр-міністр, лорд Ліверпуль, погодився відмовитися від цих територій, оскільки він також мав враховувати невдоволення громадської думки, зокрема, що стосується збільшення оподаткування, особливо з торговців Ліверпуля та Брістоля, які хотіли відновити торгівлю з Америкою. Тим не менш, найбільшау роль у цьому рішенні відіграли британські побоювання майбутніх зовнішньополітичних еволюцій, побоювання підтверджені стома днями Наполеона, наступної весни.
Новина про підписання договору дійшла пізно до США. Між підписанням договору в Європі та його оголошенням у Північній Америці встигла початися битва за Новий Орлеан. Однак, як тільки договір був відомий 13 лютого 1815 року, британські війська покинули Форт Бойер і покинули територію.
Умови договору встановлюють кінець конфлікту між США та Великобританією, можливість американців рибалити в затоці Св. Лаврентія та повернення до довоєнних кордонів між Канадою та Штатами. Гентський договір, який швидко ратифікував Сенат у 1815 році, нічого не сказав про скарги, які призвели до війни. Великобританія не проводила поступки щодо вимушеного призову, блокади чи будь-якої іншої морської суперечки. Тому договір був лише простим засобом, щоб швидко припинити боротьбу. Деякі регіони Західної Флориди все-таки залишалися американськими володіннями, незважаючи на заперечення Іспанії. Британці справді не бажали застосовувати положення Договору, що стосувалися їх територіальних претензій. Таким чином, війна закінчилася без переможця, і з одного боку чи іншого не було жодної вигоди.

## Наслідки
Жодна сторона не втратила територію в результаті цієї війни, і жодна із суперечок не була вирішена Гентським договором, який її завершив. Тому це стан status quo ante bellum. Однак відносини між Сполученими Штатами та Великою Британією значно змінилися.
Питання про примусовий набір було визнано застарілим, коли Королівський флот припинив його практикувати після поразки Наполеона. За винятком рідкісних прикордонних суперечок і під час громадянської війни, дві країни жили в мирному співіснуванні до кінця XIX століття, а потім стали близькими союзниками в XX столітті. Конвенція 1818 року поклала кінець суперечці про кордон між Сполученими Штатами та Британською Північною Америкою. Ще одна суперечка щодо кордону між Меном і Нью-Брансвіком була вирішена в 1842 році за договором Вебстер-Ешбертон після війни Арустука. Щодо питання про межі території Орегон, то воно було вирішене Орегонським договором у 1846 році. За словами Вінстона Черчилля, «уроки війни були прийняті близько до серця. Антиамериканські настрої залишалися сильними у Великій Британії протягом кількох років, але Сполучені Штати більше ніколи не розглядалися неналежним чином як незалежна держава.»

### Для Сполучених Штатів
Сполучені Штати поклали край індіанській загрозі на своїх західних і південних кордонах. Ця війна проти Сполученого Королівства посилила відчуття повної незалежності молодої нації, населення відсвяткувало «другу війну за незалежність». Після переможної битви за Новий Орлеан націоналізм різко зріс, опозиційна федералістська партія зникла, і, хоча не за рахунок Великобританії, війна дозволила Сполученим Штатам невелике географічне розширення із захопленням іспанського міста Мобіл.
Починаючи з цієї війни, потреба у сильному флоті більше не ставилася під сумнів у Сполучених Штатах, які також завершили будівництво трьох нових 74-гарматних лінійних кораблів і двох нових 44-гарматних фрегатів незабаром після кінця війни . Ще один фрегат було знищено, щоб запобігти його захопленню. У 1816 році Конгрес прийняв акт «про поступове збільшення військово-морських сил» вартістю один мільйон доларів на рік протягом восьми років і дозволив будівництво дев'яти лінійних кораблів і дванадцяти фрегатів. Командири та капітани американського флоту стали героями цілого покоління в Сполучених Штатах. Таким чином, тарілки та глечики, прикрашені зображенням Декатура, Халла, Бейнбріджа, Лоуренса, Перрі та Макдоно, були виготовлені в Стаффордширі, в Англії, і знайшли покупців у Сполучених Штатах. Три герої війни використали свою знаменитість, щоб перемогти на національних виборах: Ендрю Джексон (обраний президентом на виборах 1828 і 1832 років), Річард Ментор Джонсон (обраний віце-президентом на виборах 1836 року) і Вільям Генрі Гаррісон (обраний президентом на виборах 1840 року).
Штати Нової Англії дедалі більше обурювалися тим, як велася війна та як конфлікт вплинув на їхні штати. Вони скаржилися, що уряд недостатньо інвестує в оборону штатів, як військово, так і фінансово, і що штати повинні були мати більший контроль над своїми збройними формуваннями. Підвищення податків, британська блокада та окупація частини територій Нової Англії ворожими військами також сколихнули громадську думку. Отже, під час Конвенту в Хартфорді (Коннектикут) між груднем 1814 і січнем 1815 року представники Нової Англії вимагали повного відновлення повноважень штатів. Що тодішні газети поспішили витлумачити як бажання представників Нової Англії відокремитися та укласти інший мирний договір з англійцями. Це неправильне тлумачення де-факто скасовано тим, що насправді відбулося у Конвенті.

### Для Америки та британської Півночі
Жителі Британської Північної Америки, майбутньої Канади, вважали війну 1812 року перемогою, оскільки вони успішно захистили свої кордони від американського контролю. Результатом стало підвищення самовпевненості канадців у Британській імперії, що разом із «міфом про ополчення», згідно з яким цивільні ополченці були головними призвідниками перемоги, а не британська регулярна армія, було використано для стимулювання нового націоналістичного англо-канадського відчуття. У довгостроковій перспективі той факт, що цей міф назавжди залишився в пам'яті популярних англо-канадців, призвів до відчуття, принаймні до Першої світової війни, що Канаді не потрібна професійна регулярна армія.
Загалом американська армія мала дуже незначний успіх у своїй спробі вторгнення до Канади, і канадські лоялісти показали, що вони можуть мужньо боротися, щоб захистити свою країну. Проте англійці не сумнівалися, що низька щільність населення території стане слабким місцем, якщо почнеться третя війна. У 1817 р. адмірал Девід Мілн писав кореспонденту: «нам не вдасться втримати Канаду, якщо американці знову оголосять нам війну»129. Битва під Йорком (колишня назва Торонто) продемонструвала вразливість Верхньої Канади і, меншою мірою, Нижньої Канади. У 1820-х роках розпочато будівництво цитаделі Квебеку для захисту від можливого нападу з боку Сполучених Штатів; Цей форт досі залишається оперативною базою канадських збройних сил. Крім того, для захисту порту була побудована цитадель Галіфакса. Цей форт залишався діючим під час Другої світової війни.
У 1830-х роках був побудований канал Рідо, щоб забезпечити безпечний водний шлях від Монреаля до озера Онтаріо, уникаючи вузьких проходів Св. Лаврентія, де кораблі були вразливі для атак американських гармат. Британці також побудували форт Генрі в Кінгстоні для захисту каналу, і він діяв до 1891 року.

### Для Бермудських островів
До здобуття американської незалежності захист Бермудських островів був здебільшого покладений на їхніх власних ополченців та корсарів.
Однак, починаючи з 1795 року, британський флот почав купувати землю і використовувати її як базу для операцій, оскільки розташування цього архіпелагу поблизу узбережжя Північної Америки було хорошим замінником втрати американських портів. Спочатку Бермудські острови мали служити центром північноамериканської ескадри лише взимку, але війна 1812 року збільшила його значення. Саме з цієї бази також відправилися кораблі та війська, які служили під час битви при Балтиморі.
Після війни територія була укріплена. У ході будівництва в першій половині XIX-го століття Бермудські острови стали постійним військово-морським штабом регіону, де розміщувалося адміралтейство, а також служили базою і верф'ю. Для захисту морської бази був створений військовий гарнізон, який зміцнив архіпелаг, за що його прозвали «Гібралтар Заходу». Військова інфраструктура залишалася в центрі економіки Бермудських островів до закінчення Другої світової війни.

### Для Сполученого королівства
Цю війну майже не згадують у Сполученому Королівстві, оскільки вона була значною мірою затьмарена конфліктом між королівством і Наполеоном.
Британські цілі щодо примусового призову моряків і блокування торгівлі з Францією були досягнуті.
Будучи домінуючою морською державою на початку XIX століття, Королівський флот використовував свою величезну силу, щоб паралізувати американську морську торгівлю та здійснювати рейди на американські береги. Однак Вона чудово усвідомлювала, що американці виграли більшість двобоїв один на один під час війни. Серед причин цих поразок були більший борт американських 44-гарматних фрегатів і той факт, що американські екіпажі були відібрані з 55 000 безробітних моряків в американських портах. На початку війни ВМС Сполучених Штатів мали 14 фрегатів і менших кораблів, але Великобританія утримувала 85 кораблів у водах Північної Америки. Екіпажі британського флоту, який нараховував близько 140 000 чоловік, доповнювали матроси та селяни.
У відповідь на недоліки Королівського флоту адмірал Джон Борлейс Уоррен наказав усім екіпажам свого флоту приділяти менше уваги технічному обслуговуванню човнів і більше приділяти стрільбі. Саме навчена артилерія HMS Shannon дозволила йому перемогти недостатньо підготовлений екіпаж USS Chesapeake.

## Військові дії
Військові дії почалися в червні 1812 року та відбувалися в районі американо-канадського кордону, Чесапікської та Мексиканської заток зі змінним успіхом і закінчилися навесні 1815 року. У союзі з британцями виступали індіанці під проводом Текумсе. Велася також інтенсивна морська війна.
У ході кампаній 1812 і 1813 років виявилася непідготовленість американців до війни; провалилися спроби США окупувати територію Канади. Британцям поступово вдалося підсилити блокаду узбережжя США. Проте 10 вересня 1813 року американська ескадра завдала поразки супротивникові на озері Ері; зрештою США вдалося узяти під контроль прикордонні райони на Заході. Упродовж 1814 року США знову загрожувала повна поразка: після перемоги над Наполеоном у Європі Велика Британія направила великі сили на боротьбу з американцями, а уряд США до осені був неплатоспроможним. Основними напрямами ударів стали Нью-Йорк (з метою відрізати від решти частину США Нову Англію), Новий Орлеан (з метою блокувати басейн р. Міссісіпі) і район Чесапікської затоки (що було обманним маневром). 24 серпня 1814 року британці зайняли Вашингтон і спалили його. Проте на підступах до Балтимора у Форті Макгенрі 13-14 вересня британці зіткнулися із запеклим опором. Американці розбили британський флот у бухті Платтсбурга, і, втративши підтримку флоту, британські сухопутні сили були вимушені відступити до Канади.
Переговори щодо мирного договору почалися в червні 1814 року, і 24 грудня був підписаний Гентський договір, що відновив довоєнний статус-кво, але не розв'язав територіальних і економічних суперечностей, які спричинили війну. Загальні втрати американців у війні склали 2260 чоловік. Ця війна також отримала назву Другої війни за незалежність (саме така назва прийнята в американській історіографії).